# Daisuke Takahashi (kunstschaatser)
Daisuke Takahashi (Japans: 髙橋 大輔, Takahashi Daisuke) (Kurashiki, 16 maart 1986) is een Japans kunstschaatser. Takahashi, vijfvoudig Japans kampioen, vertegenwoordigde zijn vaderland op drie edities van de Olympische Winterspelen: Turijn 2006, Vancouver 2010 en Sotsji 2014. In 2010 won hij de olympische bronzen medaille bij de mannen.

## Biografie
Takahashi begon op achtjarige leeftijd met kunstschaatsen. Bij zijn enige deelname aan de WK junioren in 2002 won hij goud. Hij nam zeven keer deel aan de viercontinentenkampioenschappen en acht keer aan de wereldkampioenschappen. Takahashi won vier medailles bij de viercontinentenkampioenschappen (2x goud, 1x zilver en 1x brons) en drie bij de wereldkampioenschappen (goud in 2010 en zilver in 2007 en 2012). Hij won in 2010 tevens als eerste Japanse kunstschaatser de bronzen olympische medaille tijdens de Spelen in Vancouver. Bij zijn overige deelnames aan de Olympische Winterspelen eindigde hij als 8e in 2006 en als 6e in 2014. Hierna beëindigde hij zijn schaatscarrière. Na zijn afscheid verhuisde hij naar Long Island (New York), waar hij Engels studeerde.
Takahashi kondigde in juli 2018 aan met ingang van het seizoen 2018/19 terug te keren als kunstschaatser.

## Belangrijke resultaten
| Kampioenschap                | 99/00 | 00/01 | 01/02 | 02/03         | 03/04         | 04/05         | 05/06         | 06/07         | 07/08         |               | 09/10         | 10/11         | 11/12         | 12/13         | 13/14         |
| ---------------------------- | ----- | ----- | ----- | ------------- | ------------- | ------------- | ------------- | ------------- | ------------- | ------------- | ------------- | ------------- | ------------- | ------------- | ------------- |
| Olympische Spelen            |       |       |       |               |               |               | 8e            |               |               |               | Brons         |               |               |               | 6e            |
| Wereldkampioenschap          |       |       |       |               | 11e           | 15e           |               | Zilver        | 4e            |               | Goud          | 5e            | Zilver        | 6e            |               |
| Viercontinentenkampioenschap |       |       |       | 13e           | 6e            | Brons         |               |               | Goud          |               |               | Goud          | Zilver        | 7e            |               |
| Grand Prix-finale            |       |       |       |               |               |               | Brons         | Zilver        | Zilver        |               | 5e            | 4e            | Zilver        | Goud          | t.z.t.        |
| Nationaal kampioenschap      |       |       | 5e    | 4e            | Brons         | 6e            | Goud          | Goud          | Goud          |               | Goud          | Brons         | Goud          | Zilver        | 5e            |
| WK junioren                  |       |       | Goud  | geen deelname | geen deelname | geen deelname | geen deelname | geen deelname | geen deelname | geen deelname | geen deelname | geen deelname | geen deelname | geen deelname | geen deelname |
| Junior Grand Prix-finale     |       |       | 4e    | geen deelname | geen deelname | geen deelname | geen deelname | geen deelname | geen deelname | geen deelname | geen deelname | geen deelname | geen deelname | geen deelname | geen deelname |
| NK junioren                  | Brons | 4e    | Goud  | geen deelname | geen deelname | geen deelname | geen deelname | geen deelname | geen deelname | geen deelname | geen deelname | geen deelname | geen deelname | geen deelname | geen deelname |

## Persoonlijke records
Behaald tijdens ISU-wedstrijden. 
|                     | punten | datum      | toernooi          |
| ------------------- | ------ | ---------- | ----------------- |
| Hoogste totaalscore | 276.72 | 20-04-2012 | World Team Trophy |
| Hoogste korte kür   | 095.55 | 08-11-2013 | GP NHK Trophy     |
| Hoogste lange kür   | 182.72 | 20-04-2012 | World Team Trophy |

- CiNii: DA16924064
- Bibliotheek van het Japanse parlement: 01136093
- Virtual International Authority File: 257074368